# 2001 QZ297
2001 QZ297, também escrito como 2001 QZ297, é um objeto transnetuniano (TNO) que está localizado no cinturão de Kuiper, uma região do Sistema Solar. Ele é classificado como um cubewano. O mesmo possui uma magnitude absoluta de 6,9 e tem um diâmetro com cerca de 183 km.

## Descoberta
2001 QZ297 foi descoberto no dia 19 de agosto de 2001 pelo astrônomo Marc W. Buie.

## Órbita
A órbita de 2001 QZ297 tem uma excentricidade de 0,062 e possui um semieixo maior de 44,114 UA. O seu periélio leva o mesmo a uma distância de 41,368 UA em relação ao Sol e seu afélio a 46,860 UA.